# Павловский (Алтайский край)
Павловский — посёлок в Панкрушихинском районе Алтайского края России. Входит в состав Зятьковского сельсовета.

## География
Расположен в северо-западной части края, вблизи административной границы с Каменским районом Алтайского края, примерно в 2 км в направлении юго-восток находится посёлок Раздольный.
Климат
континентальный, средняя температура января составляет −18,7 °C, июля — 22 °C. Годовое количество атмосферных осадков — 465 мм.

## История
Основан в 1920 году. В 1926 году состоял из 70 хозяйств, основное население — русские. В административном отношении являлось центром Павловского сельсовета Панкрушихинского района Каменского округа Сибирского края.
Посёлок входит в муниципальное образование «Зятьковский сельсовет» согласно муниципальной и административно-территориальной реформе 2005 года.

## Население
| 1926 | 1997 | 1998 | 1999 | 2000 | 2001 | 2002 | 2003 | 2004 |
| ---- | ---- | ---- | ---- | ---- | ---- | ---- | ---- | ---- |
| 351  | ↘181 | ↗183 | ↘182 | ↗187 | ↘174 | ↘169 | ↘165 | ↘133 |
| 2005 | 2006 | 2007 | 2008 | 2009 | 2010 | 2011 | 2012 | 2013 |
| ↘130 | ↘124 | ↘100 | ↘82  | ↘78  | ↘60  | →60  | ↘43  | ↘36  |

национальный состав
Согласно результатам переписи 2002 года, в национальной структуре населения русские составляли 95 % от 165 жителей.

## Инфраструктура
Экономика
Основное направление экономики — сельское хозяйство.

## Транспорт
Посёлок доступен по дороге общего пользования регионального значения «Панкрушиха — Павловский» (идентификационный номер 01 ОП МЗ 01Н-3202) протяжённостью 25,800 км.